# 신지식농업인
신지식농업인(新知識農業人)은 지식의 생성·저장·활용·공유를 통해 농업의 생산·가공·유통 등을 끊임없이 개발·개선·혁신하여 높은 부가가치를 창출하고, 나아가 농업·농촌의 변화를 추구하는 농업인 또는 농업법인을 지칭하는 칭호이다. 농림수산식품부에서 매년 신지식농업인을 발굴하여 신지식농업인장을 수여하고, 정책적으로 육성·지원하고 있다.

## 관련 단체
- 한국신지식농업인회

## 같이 보기
- 신지식인
- 정운천